# Henry Brask Andersen
Pour les articles homonymes, voir Andersen.
 Henry Anders Peter Brask Andersen, né le 23 juin 1896 à Copenhague et mort le 26 novembre 1970 à Gentofte, est un coureur cycliste sur piste danois. Il est l'un des meilleurs sprinters danois de l'entre deux guerres. Il a remporté l'épreuve de vitesse aux championnats du monde de 1921,. Il a été champion du Danemark de vitesse de 1918 à 1921 et  de 1926 à 1928. Il a participé aux épreuves de vitesse et de tandem aux Jeux olympiques d'été de 1920.

## Biographie
Membre du club ABC Copenhagen, il commence la compétition en 1913.  Entre 1918 et 1928, il est douze fois champion du Danemark du vitesse et du mile danois, en tant qu'amateur de 1918 à 1921, puis en tant que professionnel. En 1920, il participe aux Jeux olympiques d' Anvers dans l'épreuve de vitesse individuelle et en tandem, avec Axel Hornemann Hansen.
En 1921, Brask Andersen devient champion du monde amateur de vitesse devant son public à Copenhague, .   
Il passe professionnel en 1922. En 1922, il s'essaye au demi-fond et gagne un match contre Léon Parisot et  André Juby au Vél' d'Hiv,. Il court deux saisons aux États-Unis comme stayer en 1923 et 1924. Brask Andersen a également couru des courses de demi-fond aux États-Unis; il a subi une fois une grave chute parce que le courant dans la salle était tombé en panne.    
En 1933, il a met fin à sa carrière sportive et devient entraîneur du Danish Bicycle Club (da) au vélodrome d'Ordrup et le reste pendant plus de 30 ans . Il a également dirigé une auto-école.
Son fils est le coureur sur piste Kield Brask Andersen, champion du Danemark en 1939. Le père et le fils ont dû s'incliner devant le puissant sprinter danois Willy Falck Hansen dans de nombreuses courses.

## Palmarès sur piste

### Championnats du monde
- Copenhague 1921
  -  Champion du monde de vitesse amateur[1],[2].

### Championnat national
- Champion du Danemark de vitesse amateurs : 1918 à 1921
- Champion du Danemark de vitesse professionnels : 1926, 1927 et 1928

### Autres épreuves
- Grand Prix de vitesse de Copenhague amateur en 1919, 1920 et 1921